# Тврдинци
Село Тврдинци се налази у општини Трговиште у Бугарској. Према подацима од 21.07.2005. године има 164 становника.